# Umberto Scapagnini
Umberto Scapagnini (ur. 16 października 1941 w Neapolu, zm. 2 kwietnia 2013 w Rzymie) – włoski lekarz, polityk, nauczyciel akademicki i samorządowiec. Deputowany krajowy, poseł do Parlamentu Europejskiego IV i V kadencji, od 2000 do 2008 burmistrz Katanii.

## Życiorys
Z wykształcenia lekarz, studia medyczne ukończył w 1965. Specjalizował się w farmakologii i endokrynologii. W 1972 został wykładowcą na Uniwersytecie w Sassari, trzy lata później przeniósł się na Uniwersytet w Katanii. Pełnił na tej uczelni funkcję dyrektora Instytutu Farmakologii, prowadząc szereg badań naukowych.
W latach 80. zaangażował się w działalność Włoskiej Partii Socjalistycznej. Zajmował stanowiska radnego, asesora i wiceburmistrza we władzach miejskich. W 1994 przystąpił do utworzonej przez Silvia Berlusconiego partii Forza Italia. Został później osobistym lekarzem przywódcy tej formacji.
Od 1994 do 2004 przez dwie kadencje był deputowanym do Parlamentu Europejskiego. Należał m.in. do grupy chadeckiej, w IV kadencji kierował pracami Komisji ds. Badań naukowych, Rozwoju Technicznego i Energii. W międzyczasie w 2000 został wybrany na urząd burmistrza Katanii, cztery lata później uzyskał reelekcję na kolejną kadencję. Stanowisko to zajmował do 2008.
W wyborach w 2008 uzyskał mandat posła do Izby Deputowanych XVI kadencji z ramienia Ludu Wolności. Wykonywał go do 2013.